# 巴士拉省
30°17′35″N 47°17′33″E / 30.2931142°N 47.2923893°E
巴士拉省（‎）是伊拉克十八省之一。東鄰伊朗，南鄰科威特（在鄂圖曼帝國時期是該省的一部分）。首府巴士拉是該國第二大城市。面積19,070平方公里，人口2,600,000（2003年估計）。本省一度有一定规模的曼达教徒(Mandaean)的社区，但由于自2003年以来的动乱和教派歧视等原因，大部分曼达教徒离开了巴士拉地区，逃到了邻国或西方国家。